# Joanna Mucha (prawnik)
Joanna Mucha – polska prawniczka, doktor habilitowana nauk prawnych, specjalizuje się w postępowaniu cywilnym, nauczyciel akademicki Uniwersytetu im. Adama Mickiewicza w Poznaniu.

## Życiorys
W 2000 otrzymała stopień doktora nauk prawnych na podstawie pracy pt. Zaspokojenie zastawnika zastawu rejestrowego (promotorem był Feliks Zedler). Habilitowała się w 2015 na podstawie oceny dorobku naukowego i rozprawy pt. Zawisłość sprawy w procesie cywilnym. Pracuje jako adiunkt w Zakładzie Postępowania Cywilnego na Wydziale Prawa i Administracji UAM.

## Wybrane publikacje
- Zaspokojenie zastawnika zastawu rejestrowego, wyd. 2001, ISBN 83-88296-65-5.
- Adopcja w pytaniach i odpowiedziach. Prawne aspekty instytucji przysposobienia (wraz z M. Gwoździcką-Piotrowską), wyd. 2010, ISBN 978-83-61311-92-8.
- Postępowanie cywilne, wyd. 2013, ISBN 978-83-264-4463-0.
- Wybrane problemy prawa materialnego i procesowego: teoria i praktyka. T. 1 (współredaktor wraz z K. Knoppkiem), wyd. 2013, ISBN 978-83-934497-3-6.
- Zawisłość sprawy w procesie cywilnym, wyd. 2014, ISBN 978-83-264-3229-3.
- Postępowanie cywilne (wraz z W. Głodowskim), wyd. 2015, ISBN 978-83-264-8273-1.
- ponadto rozdziały w pracach zbiorowych i artykuły publikowane w czasopismach prawniczych, m.in. w „Ruchu Prawniczym, Ekonomicznym i Socjologicznym” oraz „Rejencie”[2].